# Ольбиньский, Рафал
Рафал Ольбиньский (род. 21 февраля 1943 в Кельце, Польша) — польский художник-график, дизайнер сцены и сюрреалистический живописец. Занимается механистическим копированием живописной манеры Рене Магритта.
Его картины приобретены многими важнейшими художественными коллекциями, в том числе: Печатная коллекция библиотеки конгресса США в Вашингтоне, Округ Колумбия; Фонд Карнеги в Нью-Йорке, Республиканская нью-йоркская корпорация, Searle Corporation, Браун и К°, Национальный клуб искусств в Нью-Йорке.

## Признание прессы
Работы Ольбиньского представлены в международных журналах, в том числе: Print (Нью-Йорк), Novum (Мюнхен), Graphis (Цюрих), Communication World (Сан-Франциско), Idea (Токио), Art Magazine in America (Нью-Йорк), Communication Art (Пало-Алто), How (Цинциннати), The World & I (Вашингтон), High Quality (Мюнхен) и Universe des Artes (Париж).